# Наварро, Иларио
Ила́рио Нава́рро (исп. Hilario Bernardo Navarro Ruiz; род. 14 ноября 1980, Корриентес) — аргентинский футболист, вратарь.

## Биография
Иларио Наварро начал карьеру в клубе «Уракан» из родного Корриентеса, находящегося на самой границе с Парагваем, в Турнире Архентино B (4-й дивизион для клубов не из столичного региона). Молодого игрока заметили в Парагвае, хотя он успел сыграть не так много матчей за основу. Вратарь перешёл в «Гуарани» и именно в этом известном асунсьонском клубе он сложился как футболист. До 2005 года Наварро успел сыграть свыше 100 матчей за «индейцев», прежде чем его приобрёл один из главных парагвайских исторических грандов, «Серро Портеньо». В составе «циклонов» Наварро сумел себя неплохо проявить и в 2007 к нему поступило предложение с родины.
Наварро перешёл в «Расинг». За «академиков» Иларио провёл лишь сезон, 26-летний игрок приглашался на место второго вратаря, поскольку основным был Густаво Кампаньюоло, многолетний ветеран команды. За Наварро также боролся «Ривер Плейт», и также хотел его в качестве запасного вратаря. Несмотря на свой статус сменщика, Наварро провёл 28 матчей из 38, проведённых «Расингом» в сезоне.
Тем неожиданней был переход Наварро в стан главных врагов «Расинга», «Индепендьенте», случившийся 7 августа 2008 года. Помимо того, что он был заклеймён предателем со стороны инчады «Расинга», Иларио ещё и просидел всю Апертуру в запасе Фабиана Ассмана, проведшего все 19 матчей турнира.
Ситуация для Наварро была тяжёлой, тем более, что титулар команды Адриан Габбарини тоже не хотел упускать своего места в воротах. Иларио помогла аренда в «Сан-Лоренсо» сроком на 4 месяца (начиная с 11 марта), поскольку у «красно-синих» тяжёлую травму получил Агустин Орион. Наварро сыграл 14 матчей в Клаусуре 2009 и три игры в Кубке Либертадорес.
После возвращения в «Индепендьенте» все три вратаря боролись за место в основе. В итоге победу в споре вратарей одержал Габбарини, усадивший конкурентов на скамейку запасных к чемпионату мира 2010 года. Но в Апертуре Габбарини уже смотрелся не столь уверенно. Пришедший в команду новый тренер Антонио Мохамед решил дать шанс обоим, поочерёдно меняя вратарей. В итоге спор выиграл Иларио Наварро. Он же стал одним из героев команды в победной кампании Южноамериканского кубка 2010 года. Наварро парировал два пенальти в послематчевой серии финала, а «Индепендьенте» одержал верх над бразильским «Гоясом» со счётом 5:3.
В 2010 году со стороны Херардо Мартино к Иларио Наварро поступило предложение принять гражданство Парагвая и выступать за сборную этой страны. Сам Иларио отметил, что ему нравится эта идея (и он даже на 70% согласен принять предложение), однако он всё ещё надеется сыграть за Аргентину.
По итогам 2010 года Иларио Наварро вошёл в символическую сборную Южной Америки. С 2016 года выступает за «Банфилд».

## Титулы
- Обладатель Южноамериканского кубка (1): 2010